# 斑任氏鱂
斑任氏鱂（学名：Jenynsia maculata）為輻鰭魚綱鯉齒目四眼魚科的其中一種，分布於南美洲阿根廷Salado河上游流域，體長可達7.3公分。
其种加词“maculata”意为“有斑点的”。